# Politische Psychologie
Politische Psychologie ist ein Zweig der wissenschaftlichen und Angewandten Psychologie, der sich mit den psychologischen Bedingtheiten und Folgen politischen Geschehens befasst. Die politische Psychologie erforscht – interdisziplinär mit der politischen Soziologie und anderen Wissenschaften – den personalen Faktor politischen Verhaltens von Gruppen und Individuen: Prozesse der Motivation, Interaktion, Internalisation, Sozialisation, Sozialisierung, Individuation, Entscheidung (Entscheiden).
Der Begriff wurde 1860 von Adolf Bastian eingeführt. Seit 1993 widmet sich die Zeitschrift für Politische Psychologie der Erforschung der gegenseitigen Interdependenz von politischem Verhalten, Individualpsychologie und dem politischen Kontext. Zwei der wichtigsten Vertreter der moderneren politischen Psychologie im 20. Jahrhundert waren Klaus Horn aus Frankfurt am Main und Peter Brückner aus Hannover.
Die moderne politische Psychologie erforscht indessen Themen wie Wahlpolitik, die Gestaltung der öffentlichen Politik, Leadership, Entscheidungsfindungen durch Eliten, Intergruppenbeziehungen, Persönlichkeit und politische Ideologie, politische Gewalt und Konfliktlösung.
Beispielfragestellungen sind die Entstehung des Rassismus, Determinanten des Wahlverhaltens, subjektive Determinanten von Kriegen, die Rolle von Führungspersonen oder die Gefühlserbschaften des Nationalsozialismus. Somit wird deutlich, dass die politische Psychologie eine theoriereiche, methodisch vielfältige, geographisch weitverbreitete sowie breit anwendbare Disziplin ist, die darüber hinaus das Potenzial innehat, dringliche Herausforderungen der modernen Welt besser zu verstehen und zu bewältigen.
Ein besonders vielversprechender Bereich in diesem Gebiet ist die Erforschung der evolutionären, verhaltensgenetischen, neurologischen und hormonellen Grundlagen politischen Verhaltens. Besonders wenn es um ein besseres Verständnis des individuellen politischen Handelns geht, gilt es, interne Komponenten wie Persönlichkeit, Kognition, Affekte, Identität, Interaktionen zwischen Individuum und Umwelt, Eigenschaften des umgebenden Milieus, individuelle Erfahrungen, soziale Normen, Kommunikationsprozesse und kulturelle Traditionen zu untersuchen.
Die politische Psychologie wird vereinzelt abgegrenzt von Psychopolitik, die sich mit der Anwendung der Psychologie in der Politik bzw. aus der Sicht derselben beschäftigt.